# Vital' Kutuzaŭ
Vital' Vladimirovich Kutuzaŭ (in bielorusso Віталь Уладзіміравіч Кутузаў?, traslitterazione anglosassone: Vitali Kutuzov; Pinsk, 20 marzo 1980) è un giornalista, ex hockeista su ghiaccio ed ex calciatore bielorusso, di ruolo attaccante nel calcio e di ruolo portiere nell'hockey su ghiaccio.

## Carriera
Sin da giovanissimo è titolare nella terza divisione bielorussa con MPKC 96 prima e RUOR Minsk poi. Nel 1997 approda al BATE, squadra della massima divisione nazionale con cui colleziona 99 presenze e 55 gol tra il 1997 e il 2001: notato dalla dirigenza del Milan durante un incontro di Coppa UEFA del settembre 2001, fu acquistato dai rossoneri esordendo in Serie A il 3 febbraio 2002 contro la Lazio.
Nel 2002 viene mandato in prestito allo Sporting Lisbona (prima divisione portoghese), con cui mette a segno 3 gol in 24 apparizioni. Tornato in Italia, nel 2003 viene ceduto ancora in prestito, questa volta in Serie B, all'Avellino, allenato da Zdeněk Zeman. Nonostante la retrocessione della squadra irpina in Serie C1, gioca bene nel campionato cadetto 2003-04 e realizza 15 reti in 42 gare.
Grazie alle brillanti prestazioni nell'Avellino si guadagna l'attenzione delle squadre di Serie A. Nel 2004-05 passa in comproprietà alla Sampdoria dove, pur giocando poco, si fa apprezzare per le sue qualità di jolly offensivo che sa agire sia da prima o da seconda punta e anche come ala. Alla fine della prima stagione a Genova totalizza 33 presenze e 4 gol, cui si aggiungono le 34 presenze e i 3 gol della stagione seguente.
Il 20 giugno 2006 si trasferisce al Parma, in cambio dell'acquisto a titolo definitivo di Emiliano Bonazzoli da parte dei blucerchiati. Con la squadra emiliana scende in campo solo 9 volte ed anche per questo perde il peso forma.
Per rilanciarsi, nell'estate del 2007 firma per il Pisa, in Serie B, dove segna 10 reti (realizzando la sua seconda migliore prestazione da quando è in Italia) prima di subire un grave infortunio nella gara contro il Chievo Verona del 26 aprile, che gli fa finire anzitempo la stagione regolare.
Il 25 giugno 2008 non viene riscattato da parte del Pisa, a seguito di alcuni problemi relativi al passaggio di proprietà della società toscana, pertanto torna al Parma. In terra emiliana però Kutuzov non troverà abbastanza spazio, così il 20 gennaio 2009 si trasferisce al Bari con la formula della compartecipazione; segna il suo primo gol in maglia barese l'8 marzo 2009 nella partita in trasferta contro il Sassuolo.
Ne segna altri 4 e il 4 giugno 2009 viene riscattato dal Bari nella quale militerà ancora per un anno.
Il 23 agosto 2009 fa il suo ritorno in Serie A con il Bari al Meazza contro l'Inter, realizzando il gol del pareggio. Dopo poche giornate si infortuna in modo grave al tendine della caviglia destra ed è costretto a saltare praticamente tutte le restanti gare. Torna a disposizione di mister Ventura per la stagione successiva.
Tuttavia anche nella stagione 2010-2011, complice della retrocessione in Serie B, trova poco spazio a causa di ripetuti infortuni.
L'anno dopo viene messo fuori rosa. A gennaio 2012 è reintegrato in prima squadra e torna in campo con il Bari nella vittoriosa trasferta per 2-1 a Livorno, il 18 febbraio.
A fine torneo - però - la società non gli rinnova il contratto ed il calciatore rimane svincolato.
Ha totalizzato 99 presenze e 9 reti in Serie A e 125 presenze e 30 reti in Serie B.
Dopo la squalifica nell'inchiesta calcioscommesse viene ingaggiato come portiere dall'Hockey Club Diavoli Rossoneri, intraprendendo una carriera nell'hockey su ghiaccio.

## Calcioscommesse
Il 16 giugno 2013 il calciatore bielorusso viene deferito per illecito sportivo dalla Procura Federale FIGC riguardo al filone Bari-bis sul calcioscommesse che lo vede coinvolto in alcune partite truccate, in particolare per Salernitana-Bari 3-2 del 2008-2009 per la quale, insieme ad altri 13 compagni, avrebbe incassato 7.000 euro da Luca Fusco e Massimo Ganci, avversari ed ex compagni proprio a Bari, per perdere la partita.
Il 16 luglio seguente viene condannato in primo grado dalla Commissione Disciplinare Nazionale della FIGC a 3 anni e 6 mesi di squalifica, pena confermata, poi, anche in appello.
Il 30 maggio 2016, al processo penale di Bari, viene assolto «per non aver commesso il fatto».

## Statistiche

### Presenze e reti nei club
| Stagione            | Squadra             | Campionato          | Campionato | Campionato | Coppe nazionali | Coppe nazionali | Coppe nazionali | Coppe continentali | Coppe continentali | Coppe continentali | Altre coppe | Altre coppe | Altre coppe | Totale | Totale |
| Stagione            | Squadra             | Comp                | Pres       | Reti       | Comp            | Pres            | Reti            | Comp               | Pres               | Reti               | Comp        | Pres        | Reti        | Pres   | Reti   |
| ------------------- | ------------------- | ------------------- | ---------- | ---------- | --------------- | --------------- | --------------- | ------------------ | ------------------ | ------------------ | ----------- | ----------- | ----------- | ------ | ------ |
| 1996                | MPKC-96 Minsk       | 2L                  | 27         | 13         | -               | -               | -               | -                  | -                  | -                  | -           | -           | -           | 27     | 13     |
| 1997                | RUOR Minsk          | 2L                  | 25         | 16         | -               | -               | -               | -                  | -                  | -                  | -           | -           | -           | 25     | 16     |
| Totale RUOR Minsk   | Totale RUOR Minsk   | Totale RUOR Minsk   | 52         | 29         |                 | -               | -               |                    | -                  | -                  |             | -           | -           | 52     | 29     |
| 1998                | BATĖ Borisov        | VL                  | 27         | 5          | CB              | 1+              | 0               | -                  | -                  | -                  | -           | -           | -           | 28+    | 5      |
| 1999                | BATĖ Borisov        | VL                  | 28         | 19         | CB              | 4               | 4               | -                  | -                  | -                  | -           | -           | -           | 32     | 23     |
| 2000                | BATĖ Borisov        | VL                  | 29         | 18         | CB              | 2               | 1               | CU                 | 1                  | 0                  | -           | -           | -           | 32     | 19     |
| gen.-set. 2001      | BATĖ Borisov        | VL                  | 18         | 14         | CB              | 3               | 2               | UCL+CU             | 4+2                | 1+1                | -           | -           | -           | 27     | 18     |
| Totale BATĖ Borisov | Totale BATĖ Borisov | Totale BATĖ Borisov | 102        | 56         |                 | 10+             | 7               |                    | 7                  | 2                  |             | -           | -           | 119+   | 65     |
| 2001-2002           | Milan               | A                   | 2          | 0          | CI              | 2               | 0               | CU                 | 0                  | 0                  | -           | -           | -           | 4      | 0      |
| 2002-2003           | Sporting Lisbona    | PL                  | 24         | 3          | TP              | 2               | 3               | UCL+CU             | 2+1                | 0+1                | SP          | 0           | 0           | 29     | 7      |
| 2003-2004           | Avellino            | B                   | 42         | 15         | CI              | 1               | 0               | -                  | -                  | -                  | -           | -           | -           | 43     | 15     |
| 2004-2005           | Sampdoria           | A                   | 33         | 4          | CI              | 4               | 3               | -                  | -                  | -                  | -           | -           | -           | 37     | 7      |
| 2005-2006           | Sampdoria           | A                   | 29         | 3          | CI              | 4               | 0               | CU                 | 5                  | 0                  | -           | -           | -           | 38     | 3      |
| Totale Sampdoria    | Totale Sampdoria    | Totale Sampdoria    | 62         | 7          |                 | 8               | 3               |                    | 5                  | 0                  |             | -           | -           | 75     | 10     |
| 2006-2007           | Parma               | A                   | 9          | 0          | CI              | 3               | 0               | CU                 | 6                  | 0                  | -           | -           | -           | 18     | 0      |
| 2007-2008           | Pisa                | B                   | 37         | 10         | CI              | 2               | 1               | -                  | -                  | -                  | -           | -           | -           | 39     | 11     |
| 2008-gen. 2009      | Parma               | B                   | 11         | 0          | CI              | 2               | 0               | -                  | -                  | -                  | -           | -           | -           | 13     | 0      |
| Totale Parma        | Totale Parma        | Totale Parma        | 20         | 0          |                 | 5               | 0               |                    | 6                  | 0                  |             | -           | -           | 31     | 0      |
| gen.-giu. 2009      | Bari                | B                   | 18         | 5          | CI              | -               | -               | -                  | -                  | -                  | -           | -           | -           | 18     | 5      |
| 2009-2010           | Bari                | A                   | 12         | 1          | CI              | 1               | 0               | -                  | -                  | -                  | -           | -           | -           | 13     | 1      |
| 2010-2011           | Bari                | A                   | 14         | 1          | CI              | 2               | 0               | -                  | -                  | -                  | -           | -           | -           | 16     | 1      |
| 2011-2012           | Bari                | B                   | 7          | 0          | CI              | 0               | 0               | -                  | -                  | -                  | -           | -           | -           | 7      | 0      |
| Totale Bari         | Totale Bari         | Totale Bari         | 51         | 7          |                 | 3               | 0               |                    | -                  | -                  |             | -           | -           | 54     | 7      |
| Totale carriera     | Totale carriera     | Totale carriera     | 392        | 127        |                 | 33+             | 14              |                    | 21                 | 3                  |             | -           | -           | 446+   | 144    |

### Cronologia presenze e reti in nazionale
| Cronologia completa delle presenze e delle reti in nazionale ― Bielorussia | Cronologia completa delle presenze e delle reti in nazionale ― Bielorussia | Cronologia completa delle presenze e delle reti in nazionale ― Bielorussia | Cronologia completa delle presenze e delle reti in nazionale ― Bielorussia | Cronologia completa delle presenze e delle reti in nazionale ― Bielorussia | Cronologia completa delle presenze e delle reti in nazionale ― Bielorussia | Cronologia completa delle presenze e delle reti in nazionale ― Bielorussia | Cronologia completa delle presenze e delle reti in nazionale ― Bielorussia |
| Data                                                                       | Città                                                                      | In casa                                                                    | Risultato                                                                  | Ospiti                                                                     | Competizione                                                               | Reti                                                                       | Note                                                                       |
| -------------------------------------------------------------------------- | -------------------------------------------------------------------------- | -------------------------------------------------------------------------- | -------------------------------------------------------------------------- | -------------------------------------------------------------------------- | -------------------------------------------------------------------------- | -------------------------------------------------------------------------- | -------------------------------------------------------------------------- |
| 17-4-2002                                                                  | Debrecen                                                                   | Ungheria                                                                   | 2 – 5                                                                      | Bielorussia                                                                | Amichevole                                                                 | 2                                                                          | 61’                                                                        |
| 17-5-2002                                                                  | Mosca                                                                      | Russia                                                                     | 1 – 1 dts (4 – 5 dtr)                                                      | Bielorussia                                                                | LG Cup 2002 (Russia) - Semifinale                                          | -                                                                          | 60’                                                                        |
| 19-5-2002                                                                  | Mosca                                                                      | Bielorussia                                                                | 2 – 0                                                                      | Ucraina                                                                    | LG Cup 2002 (Russia) - Finale                                              | -                                                                          | 80’                                                                        |
| 21-8-2002                                                                  | Riga                                                                       | Lettonia                                                                   | 2 – 4                                                                      | Bielorussia                                                                | Amichevole                                                                 | 1                                                                          | 73’                                                                        |
| 7-9-2002                                                                   | Eindhoven                                                                  | Paesi Bassi                                                                | 3 – 0                                                                      | Bielorussia                                                                | Qual. Euro 2004                                                            | -                                                                          |                                                                            |
| 12-10-2002                                                                 | Minsk                                                                      | Bielorussia                                                                | 0 – 2                                                                      | Austria                                                                    | Qual. Euro 2004                                                            | -                                                                          | 83’                                                                        |
| 16-10-2002                                                                 | Teplice                                                                    | Rep. Ceca                                                                  | 2 – 0                                                                      | Bielorussia                                                                | Qual. Euro 2004                                                            | -                                                                          |                                                                            |
| 29-3-2003                                                                  | Minsk                                                                      | Bielorussia                                                                | 2 – 1                                                                      | Moldavia                                                                   | Qual. Euro 2004                                                            | 1                                                                          | 88’                                                                        |
| 2-4-2003                                                                   | Minsk                                                                      | Bielorussia                                                                | 2 – 2                                                                      | Uzbekistan                                                                 | Amichevole                                                                 | -                                                                          | 46’                                                                        |
| 30-4-2003                                                                  | Tashkent                                                                   | Uzbekistan                                                                 | 1 – 2                                                                      | Bielorussia                                                                | Amichevole                                                                 | 1                                                                          | 67’                                                                        |
| 7-6-2003                                                                   | Minsk                                                                      | Bielorussia                                                                | 0 – 2                                                                      | Paesi Bassi                                                                | Qual. Euro 2004                                                            | -                                                                          |                                                                            |
| 11-6-2003                                                                  | Innsbruck                                                                  | Austria                                                                    | 5 – 0                                                                      | Bielorussia                                                                | Qual. Euro 2004                                                            | -                                                                          | 46’                                                                        |
| 20-8-2003                                                                  | Minsk                                                                      | Bielorussia                                                                | 2 – 1                                                                      | Iran                                                                       | Amichevole                                                                 | -                                                                          | 77’                                                                        |
| 6-9-2003                                                                   | Minsk                                                                      | Bielorussia                                                                | 1 – 3                                                                      | Rep. Ceca                                                                  | Qual. Euro 2004                                                            | -                                                                          | 56’                                                                        |
| 10-9-2003                                                                  | Tiraspol                                                                   | Moldavia                                                                   | 2 – 1                                                                      | Bielorussia                                                                | Qual. Euro 2004                                                            | -                                                                          | 52’                                                                        |
| 18-2-2004                                                                  | Achna                                                                      | Cipro                                                                      | 0 – 2                                                                      | Bielorussia                                                                | Torneo di Cipro 2004 - Quarti di finale                                    | -                                                                          |                                                                            |
| 28-4-2004                                                                  | Minsk                                                                      | Bielorussia                                                                | 1 – 0                                                                      | Lituania                                                                   | Amichevole                                                                 | -                                                                          | 65’                                                                        |
| 18-8-2004                                                                  | Istanbul                                                                   | Turchia                                                                    | 1 – 2                                                                      | Bielorussia                                                                | Amichevole                                                                 | -                                                                          | 74’                                                                        |
| 8-9-2004                                                                   | Oslo                                                                       | Norvegia                                                                   | 1 – 1                                                                      | Bielorussia                                                                | Qual. Mondiali 2006                                                        | 1                                                                          | 64’                                                                        |
| 9-10-2004                                                                  | Minsk                                                                      | Bielorussia                                                                | 4 – 0                                                                      | Moldavia                                                                   | Qual. Mondiali 2006                                                        | 1                                                                          | 66’                                                                        |
| 13-10-2004                                                                 | Parma                                                                      | Italia                                                                     | 4 – 3                                                                      | Bielorussia                                                                | Qual. Mondiali 2006                                                        | -                                                                          |                                                                            |
| 9-2-2005                                                                   | Grodzisk Wielkopolski                                                      | Polonia                                                                    | 1 – 3                                                                      | Bielorussia                                                                | Amichevole                                                                 | -                                                                          | 67’                                                                        |
| 30-3-2005                                                                  | Celje                                                                      | Slovenia                                                                   | 1 – 1                                                                      | Bielorussia                                                                | Qual. Mondiali 2006                                                        | -                                                                          | 63’                                                                        |
| 4-6-2005                                                                   | Minsk                                                                      | Bielorussia                                                                | 1 – 1                                                                      | Slovenia                                                                   | Qual. Mondiali 2006                                                        | -                                                                          | 68’ 71’                                                                    |
| 17-8-2005                                                                  | Vilnius                                                                    | Lituania                                                                   | 1 – 0                                                                      | Bielorussia                                                                | Amichevole                                                                 | -                                                                          |                                                                            |
| 3-9-2005                                                                   | Chișinău                                                                   | Moldavia                                                                   | 2 – 0                                                                      | Bielorussia                                                                | Qual. Mondiali 2006                                                        | -                                                                          |                                                                            |
| 7-9-2005                                                                   | Minsk                                                                      | Bielorussia                                                                | 1 – 4                                                                      | Italia                                                                     | Qual. Mondiali 2006                                                        | 1                                                                          | 75’                                                                        |
| 8-10-2005                                                                  | Glasgow                                                                    | Scozia                                                                     | 0 – 1                                                                      | Bielorussia                                                                | Qual. Mondiali 2006                                                        | 1                                                                          |                                                                            |
| 12-10-2005                                                                 | Minsk                                                                      | Bielorussia                                                                | 0 – 1                                                                      | Norvegia                                                                   | Qual. Mondiali 2006                                                        | -                                                                          |                                                                            |
| 12-11-2005                                                                 | Vicebsk                                                                    | Bielorussia                                                                | 3 – 1                                                                      | Lettonia                                                                   | Amichevole                                                                 | -                                                                          |                                                                            |
| 2-9-2006                                                                   | Minsk                                                                      | Bielorussia                                                                | 2 – 2                                                                      | Albania                                                                    | Qual. Euro 2008                                                            | -                                                                          |                                                                            |
| 7-2-2007                                                                   | Teheran                                                                    | Iran                                                                       | 2 – 2                                                                      | Bielorussia                                                                | Amichevole                                                                 | -                                                                          | 65’                                                                        |
| 24-3-2007                                                                  | Lussemburgo                                                                | Lussemburgo                                                                | 1 – 2                                                                      | Bielorussia                                                                | Qual. Euro 2008                                                            | 1                                                                          | 80’                                                                        |
| 2-6-2007                                                                   | Minsk                                                                      | Bielorussia                                                                | 0 – 2                                                                      | Bulgaria                                                                   | Qual. Euro 2008                                                            | -                                                                          | 46’                                                                        |
| 6-6-2007                                                                   | Sofia                                                                      | Bulgaria                                                                   | 2 – 1                                                                      | Bielorussia                                                                | Qual. Euro 2008                                                            | -                                                                          | 44’                                                                        |
| 17-11-2007                                                                 | Tirana                                                                     | Albania                                                                    | 2 – 4                                                                      | Bielorussia                                                                | Qual. Euro 2008                                                            | 2                                                                          | 89’                                                                        |
| 21-11-2007                                                                 | Minsk                                                                      | Bielorussia                                                                | 2 – 1                                                                      | Paesi Bassi                                                                | Qual. Euro 2008                                                            | -                                                                          |                                                                            |
| 6-2-2008                                                                   | Ta' Qali                                                                   | Malta                                                                      | 0 – 1                                                                      | Bielorussia                                                                | Amichevole                                                                 | -                                                                          |                                                                            |
| 26-3-2008                                                                  | Minsk                                                                      | Bielorussia                                                                | 2 – 2                                                                      | Turchia                                                                    | Amichevole                                                                 | 1                                                                          | 46’                                                                        |
| 20-8-2008                                                                  | Minsk                                                                      | Bielorussia                                                                | 0 – 0                                                                      | Argentina                                                                  | Amichevole                                                                 | -                                                                          |                                                                            |
| 6-9-2008                                                                   | Leopoli                                                                    | Ucraina                                                                    | 1 – 0                                                                      | Bielorussia                                                                | Qual. Mondiali 2010                                                        | -                                                                          | 28’                                                                        |
| 10-9-2008                                                                  | Andorra la Vella                                                           | Andorra                                                                    | 1 – 3                                                                      | Bielorussia                                                                | Qual. Mondiali 2010                                                        | -                                                                          |                                                                            |
| 15-10-2008                                                                 | Minsk                                                                      | Bielorussia                                                                | 1 – 3                                                                      | Inghilterra                                                                | Qual. Mondiali 2010                                                        | -                                                                          | 77’                                                                        |
| 1-4-2009                                                                   | Almaty                                                                     | Kazakistan                                                                 | 1 – 5                                                                      | Bielorussia                                                                | Qual. Mondiali 2010                                                        | -                                                                          | 86’                                                                        |
| 12-8-2009                                                                  | Minsk                                                                      | Bielorussia                                                                | 1 – 3                                                                      | Croazia                                                                    | Qual. Mondiali 2010                                                        | -                                                                          | 75’ 85’                                                                    |
| 9-9-2009                                                                   | Minsk                                                                      | Bielorussia                                                                | 0 – 0                                                                      | Ucraina                                                                    | Qual. Mondiali 2010                                                        | -                                                                          | 87’                                                                        |
| 10-10-2009                                                                 | Brėst                                                                      | Bielorussia                                                                | 4 – 0                                                                      | Kazakistan                                                                 | Qual. Mondiali 2010                                                        | -                                                                          | 73’                                                                        |
| 14-10-2009                                                                 | Londra                                                                     | Inghilterra                                                                | 3 – 0                                                                      | Bielorussia                                                                | Qual. Mondiali 2010                                                        | -                                                                          | 46’                                                                        |
| 11-8-2010                                                                  | Kaunas                                                                     | Lituania                                                                   | 0 – 2                                                                      | Bielorussia                                                                | Amichevole                                                                 | -                                                                          | 46’                                                                        |
| 3-9-2010                                                                   | Saint-Denis                                                                | Francia                                                                    | 0 – 1                                                                      | Bielorussia                                                                | Qual. Euro 2012                                                            | -                                                                          | 75’                                                                        |
| 7-9-2010                                                                   | Minsk                                                                      | Bielorussia                                                                | 0 – 0                                                                      | Romania                                                                    | Qual. Euro 2012                                                            | -                                                                          | 87’                                                                        |
| 9-2-2011                                                                   | Adalia                                                                     | Bielorussia                                                                | 1 – 1                                                                      | Kazakistan                                                                 | Amichevole                                                                 | -                                                                          | 46’                                                                        |
| Totale                                                                     |                                                                            | Presenze                                                                   | 52                                                                         |                                                                            | Reti                                                                       | 13                                                                         |                                                                            |

## Palmarès

### Club

#### Competizioni nazionali
- Campionato bielorusso: 1

BATE: 1999
- Supercoppa di Portogallo: 1

Sporting Lisbona: 2002
- Campionato italiano di Serie B: 1

Bari: 2008-2009